# De reditu suo
(Rutilio Namaziano, De reditu suo, I, 52, 63-66)
Il De reditu suo è un poema scritto da Claudio Rutilio Namaziano sulla decadenza dell'impero romano d'occidente nel V secolo.
De reditu suo significa letteralmente "Sul proprio ritorno": Namaziano stava infatti facendo ritorno da Roma alla sua terra d'origine, la Gallia. Una navigazione nella stagione più inclemente, dalla foce del Tevere alla Gallia devastata dalle scorrerie dei Visigoti, in un anno imprecisato, probabilmente tra il 415 o il 417 d.C. Durante il viaggio egli, appartenente all'aristocrazia conservatrice e pagana, descrive un impero in decadenza, influenzato dalle numerose popolazioni barbare ormai infiltratesi in esso, narrandone le passate e ormai perdute bellezze. Il ritorno del patrizio in Gallia è un viaggio senza ritorno: Roma, immaginata eterna, con le vestigia di un passato glorioso, ora naufragato e spettrale, si allontana per sempre. In versi sorvegliati e stilisticamente inattuali già alla loro apparizione, Namaziano si scaglia contro un presente ostile e minaccioso, un mondo nuovo incomprensibile al suo autore.

## Storia editoriale
La maggioranza dei manoscritti di Rutilio esistenti deriva dall'antico manoscritto trovato nel monastero di Bobbio, nel 1494, da Giorgio Galbiato, il quale, dopo l'uso per l'editio princeps di Giovanni Battista Pio del 1520 stampata a Bologna e per due copie manoscritte (Vienna 277, fatta da Ioannes Andreas, e Roma, Bibl. Cors., Caetani 158, fatta da Jacopo Sannazaro) non fu più tenuto in considerazione, fino a che Eugenio di Savoia ne entrò in possesso nel 1706. 
Nel 1973 Mirella Ferrari trovò un frammento del poema nel manoscritto F.IV.25 della Biblioteca Nazionale di Torino, probabilmente parte di quello di Bobbio, che preserva 39 versi finali del secondo libro, il quale ha costretto i filologi a una rivalutazione non solo del testo ma della sua trasmissione.
Le principali edizioni sono state quelle di Kaspar von Barth (1623), Pieter Burman il Vecchio (1731, nella sua edizione dei Poetae Latini minores), Ernst Friedrich Wernsdorf (1778, parte di una collezione simile), August Wilhelm (1840) e Lucian Müller (1870); quindi l'edizione di Jules Vessereau (1904) e l'edizione annotata di Charles Haines Keene, con la traduzione in versi inglesi di George Francis Savage-Armstrong (1907). Keene scrive il nome del poeta come "Rutilius Claudius Namatianus", invece del solito "Claudius Rutilius Namatianus", identificando il padre del poeta col "Claudius consularis Tusciae" menzionato nel Codex Theodosianus (II.4.5). La più completa edizione di Namaziano è di E. Doblhofer in 2 volumi (1972-77). Harold Isbell include una traduzione nella sua antologia The Last Poets of Imperial Rome (Harmondsworth, 1971 ISBN 0-14-044246-4). Nel 2007, a dimostrare un sempre maggiore interesse per l'opera, è uscita una nuova edizione a cura di Etienne Wolff per Les Belles Lettres, che sostituisce quella classica di Jules Vessereau.

## Contenuto
Il poema, composto in distici elegiaci, è diviso in due libri e ci è giunto incompleto. La narrazione si interrompe al verso 69 del libro II, con l'arrivo a Luni; i nuovi frammenti scoperti nel 1973 contengono parti prima ignote, con accenni alla Liguria.
Il poema inizia con la partenza di Rutilio da Roma, di cui descrive la decadenza tanto materiale quanto morale, specialmente per quanto riguarda la politica imperiale e senatoria. L'imperatore sembra vivere infatti un'esistenza appartata dalla vita pubblica, mentre i senatori sono dediti a gozzoviglie e arricchimento. Il popolo romano è profondamente provato dagli influssi migratori del nord Europa, specialmente i Goti, che hanno fatto sempre più pressione su Roma dalla invasione di Alarico. 

Tale sfregio a Roma, come descrive Rutilio, fa apparire il clima molto vicino a una catastrofe imminente, laddove le strade e gli edifici pubblici non sono più sicuri. Alla descrizione della decadenza, si oppongono ricordi appassionati e lontani della grandezza dell'Urbe. 
Il viaggio si sposta nella periferia romana, verso la Tuscia, dove Rutilio è costretto a partire via mare a causa dell'inagibilità delle strade e dei ponti, specialmente riguardo al degrado della via Aurelia. Il viaggio dunque prosegue su imbarcazione, con approdo presso le coste dell'Etruria, fino in Liguria. Da lì il viaggio si conclude con l'arrivo in Gallia, superate le Alpi.
Durante il viaggio Rutilio approfitta per tracciare un suo resoconto sull'epoca a lui contemporanea, mettendone in risalto i drastici cambiamenti di costume. Innanzitutto la rapida diffusione del cristianesimo e dei suoi fedeli che, benché fossero beneficiari della legge di libertà di culto da Costantino, a Rutilio appaiono gente rozza e ignorante che vive nelle catacombe "al di fuori della luce", seguendo le strane dottrine dei vescovi. Altre testimonianze contemporanee riguardano la commossa descrizione delle città delle province, saccheggiate dai barbari, semidistrutte e semiabbandonate.

## Un brano celebre
Famoso è il saluto a Roma nella traduzione metrica italiana di Giovanni Pascoli:
Exaudi, genitrix hominum genitrixque deorum:
Non procul a caelo per tua templa sumus.

Te canimus semperque, sinent dum fata, canemus:
Sospes nemo potest immemor esse tui.

Obruerint citius scelerata oblivia solem,
quam tuus ex nostro corde recedat honos.

Nam solis radiis aequalia munera tendis,
qua circumfusus fluctuat Oceanus.

Volvitur ipse tibi, qui continet omnia, Phoebus
eque tuis ortos in tua condit equos.

Te non flammigeris Libye tardavit arenis,
non armata suo reppulit Ursa gelu:

Quantum vitalis natura tetendit in axes,
tantum virtuti pervia terra tuae.

Fecisti patriam diversis gentibus unam;
profuit iniustis te dominante capi;

Dumque offers victis proprii consortia iuris,
Urbem fecisti, quod prius orbis erat.»
Or te, te quindi cantisi
sempre, finché si viva; 
dimenticarti e vivere
chi mai potrebbe, o diva?
Prima del sol negli uomini
vanisca ogni memoria,
che il ricordo, nel cuor, della tua gloria.

Già, come il sol risplendere
per tutto, ognor, tu sai.
Dovunque il vasto Oceano
ondeggia, ivi tu vai.
Febo, che tutto domina,
si volge a te: da sponde
Romane muove, e nel tuo mar s’asconde.

Co’ suoi deserti Libia
non t’arrestò la corsa;
non ti respinse il gelido
vallo che cinge l’Orsa;
quanto paese agli uomini
vital, Natura diede, 
tanta è la terra che pugnar ti vede.

Desti una patria ai popoli
dispersi in cento luoghi:
furon ventura ai barbari
le tue vittorie e i gioghi:
ché del tuo dritto ai sudditi
mentre il consorzio appresti,
di tutto il mondo una città facesti.»
(Rutilio Namaziano, De reditu suo, I, 47-66 (ed. Castorina 1967))

## Edizioni
- Claudius Rutilius poeta priscus De laudibus Urbis, Etruriae et Italiae, Bononiae, in aedibus Hieronymi de Benedictis bonon., 1520 (editio princeps).
- Itinerarium, ab Iosepho Castalione emendatum et adnotationibus illustratum, Romae, excudebat Vincentius Accoltus, 1582.
- De reditu suo libri duo,  Recensuit et illustravit Aug. Wilh. Zumptius, Berolini, sumptibus Ferd. Dümmleri, 1840.
- De reditu suo libri II, Recensuit et praefatus est Lucianus Mueller, Lipsiae, in aedibus B.G. Teubneri, 1870.
- Cl. Rutilius Namatianus, Édition critique accompagnée d'une traduction française et d'un index et suivi d'une étude historique et litteraire sur l'oeuvre et l'auteur par Jules Vessereau, Paris, Fontemoing, 1904.
- De reditu suo libri duo. The Home-coming from Rome to Gaul in the year 416 a.d., edited, with introduction and notes, critical and explanatory, by Charles Haines Keene and translated into english verse by George F. Savage-Armstrong, London, G. Bell, 1907.
- Sur son retour, Texte établi et traduit par Jules Vessereau et François Prechac, Paris, Les Belles Lettres, 1933.
- De reditu suo sive Iter Gallicum, herausgegeben, eingeleitet und erklärt von Ernst Doblhofer, 2 voll., Heidelberg, C. Winter, 1972-77.
- Sur son retour, Texte établi et traduit par Étienne Wolff, Paris, Les Belles Lettres, 2007.

## Traduzioni italiane
- De reditu, Introduzione, testo critico, traduzione e commento di Emanuele Castorina, Firenze, Sansoni, 1967.
- De reditu (Il ritorno), Introduzione, traduzione e commento di Aldo Mazzolai, Grosseto, Sodales et fideles, 1990.
- Il ritorno, a cura di Alessandro Fo, Collezione di poesia, Torino, Einaudi, 1992, ISBN 978-88-06-12585-1.
- Il ritorno, a cura di Sara Pozzato e Andrea Rodighiero, Collezione Biblioteca, Torino, Nino Aragno, 2011, ISBN 978-88-841-9426-8.
- De reditu, Nota introduttiva, traduzione e lettera immaginaria a cura di Anna Ventura, Chieti, Noubs, 2013 ISBN 978-88-86-88545-4.
- Il mio ritorno, a cura di Filippo Franciosi, Collana Paganitas, Roma, Edizioni di Ar, 2020, ISBN 978-88-986-7243-1.

## Nella cultura di massa
- Un film storico basato sul poema di Namaziano è stato prodotto nel 2003 con il titolo di De reditu (Il ritorno), sceneggiato da Alessandro Ricci e Claudio Bondì e diretto da quest'ultimo.